# Fin de la jornada (Star Trek: La nueva generación)
"El final del viaje" es el episodio 20 de la séptima temporada de la serie de televisión Star Trek: La nueva generación. Wesley Crusher cuestiona su futuro cuando a la Enterprise se le ordena trasladar forzosamente a los descendientes de indios de América del Norte (en este episodio llamados 'Indios') desde un planeta que fue entregado a los Cardasianos. En este episodio se comienza a mostrar los problemas que surgirán en la serie Abismo Espacial Nueve y que llevarán al conflicto entre la Federación, los cardasianos, y el grupo separatista llamado Maquis.
Este episodio marca la última aparición de Wil Wheaton en la serie, aunque él regresará para realizar un cameo en la película Star Trek: némesis.
La Revuelta Pueblo de 1680 mencionada en el episodio fue un hecho real. También se menciona que un ancestro de Picard, Javier Maribona-Picard, fue un soldado español que participó en dicho conflicto. Además la Almirante Nechayev aparece citando a Otto von Bismarck y dice "La diplomacia es el arte de los posible", aunque lo que Bismarck realmente dijo fue "La política es el arte de lo posible".

Fecha estelar 47751.2. Como el resultado de un difícil tratado con los Cardasianos, la Federación ha acordado regresar varios planetas al control de Cardasia y todos los colonos serán relocalizados por la Flota Estelar. Uno de aquellos planetas, Dorvan V, se encuentra habitado por estos colonos indios. Estos habían dejado la Tierra para preservar su herencia cultural en un nuevo hogar. Ellos habían buscado por doscientos años un mundo que sirviera a su propósito, escogiendo finalmente Dorvan V veinte años antes de la firma de este tratado, haciéndolos reluctantes a abandonar el planeta. El Capitán Picard cree que ellos tienen la razón, pero les ruega que abandonen el planeta, diciéndoles que los Cardasiano insisten en la remoción de todos los habitantes. Durante uno de los debates, el líder indio le dice a Picard, que de acuerdo a su investigación, el ancestro de Picard estuvo involucrado en la masacre de Nuevo México en el siglo XVII; creyendo ellos que la participación de Picard es una forma de kismet, una idea que Picard encuentra absurda.
Mientras tanto, Wesley ha regresado desde la Academia de la Flota Estelar para unas vacaciones. Él se comporta en forma poco característica duro, arisco y depresivo e incluso parece estar enfermo, cosa que preocupa bastante a la Dra. Crusher. Él se comporta groseramente con La Forge en la sala de motores. La Dra. Crusher trata de conversar con su hijo pero inicialmente no logra nada.
A su llegada a la Enterprise, Wesley conoce a Lakanta, un hombre sagrado indio. Él guía a Wesley en una jornada de autodescubrimiento, en la cual conversa con su largamente fallecido padre, quien le cuenta que él está destinado a seguir un camino diferente al suyo.
A mismo tiempo un grupo de Cardasianos llega al planeta para explorar los edificios y equipo que serán abandonados, cosa que eleva aún más las tensiones entre los habitantes. Picard se da cuenta de que él no tiene elección excepto forzar a los Indios a dejar el planeta. Con ese propósito él planea teletransportar secretamente a todos a la nave, pero Wesley descubre el plan y alerta a los habitantes. Cuando Picard critica sus acciones, Wesley renuncia a la Flota Estelar.
Pronto los Indios capturan a algunos Cardasianos y una pelea surge. El gul Cardasiano desea enviar refuerzos para atacar a los Indios, pero Picard le advierte que los Indios son ciudadanos de la Federación, y que sería su deber detener a los Cardasianos, cosa que provocará aún más violencia entre los dos grupos. El gul Cardasiano acepta renuentemente y teletransporta a los Cardasianos del planeta para prevenir más violencia.
Eventualmente se revela que el guía espiritual de Wesley como el Viajero, con quien Wesley tuvo contacto años atrás. Wesley decide dejar la Flota Estelar y explorar el universo con él. Wesley le cuenta a Beverly que teme que esta decisión sea una decepción para el resto. Beverly le asegura que ella está orgullosa de él, no importa lo que él decida hacer con su vida, cosa que finalmente logra tocar el corazón de Wesley. Ambos se abrazan llorando, todo esto terminando de dar a cada uno el empuje de autoconfianza que necesitaban para continuar.
Los Indios que aún insisten en permanecer en el planeta, deciden renunciar a su ciudadanía y permanecer en el planeta bajo control de los Cardasianos. Estos se comprometen a dejarlos solos.

- Esta obra contiene una traducción  derivada de « Journey's End (Star Trek: The Next Generation)» de Wikipedia en inglés, concretamente de esta versión, publicada por sus editores bajo la Licencia de documentación libre de GNU y la Licencia Creative Commons Atribución-CompartirIgual 4.0 Internacional.
- Journey's End en Memory Alpha, una wiki de Star Trek.